# Mustatsaaret (ö i Mellersta Finland, Äänekoski)
Mustatsaaret är en ö i Finland. Den ligger i sjön Keitele och i kommunen Äänekoski i den ekonomiska regionen  Äänekoski ekonomiska region  och landskapet Mellersta Finland, i den centrala delen av landet, 300 km norr om huvudstaden Helsingfors. Öns area är 0,7 hektar och dess största längd är 140 meter i öst-västlig riktning.  Notera att namnet antyder att det är fråga om flera öar.